# Fontainebleauskoven
Fontainebleauskoven (fransk: Forêt de Fontainebleau; tidligere Forêt de Bière afledt af forêt de bruyère, der betyder "skov af lyng") er en blandet løvskov, der ligger 60 km sydøst for Paris Frankrig. Den ligger primært i arrondissementet Fontainebleau i den sydvestlige del af departementet Seine-et-Marne. Det meste af den ligger også i Fontainebleau, selvom dele af den strækker sig ind i tilstødende kantoner, og endda så langt mod vest som byen Milly-la-Forêt i det tilstødende departement, Essonne. Adskillige kommuner ligger i skoven, især byerne Fontainebleau og Avon. Skoven har et areal på 250 km2. 

## Historie
For 40.000 år siden bosatte nomadiske befolkninger sig omkring skoven. Forskellige spor af deres tilstedeværelse er blevet opdaget: udskårne stenredskaber, knogler fra sådanne dyr som bjørne, elefanter, næsehorn, kæmpe hjorte. Mere end 2.000 huler med helleristninger er spredt ud over skoven. De tilskrives alle perioder mellem den øvre palæolitikum (omkring 12.000 f.Kr.) og moderne tid. Størstedelen af udskæringerne er dog fra mesolitikum (mellem 9.000 og 5.500 f.Kr.). De har ofte form af geometriske ætsninger (gitter), selvom nogle er figurative.
Kelterne bosatte regionen i det femte århundrede f.Kr. En keltisk nekropolis blev opdaget i Cannes-Écluse sammen med våben og uroksehorn. I nærheden af Bouray (Seine-et-Oise) blev en buste af en keltisk gud med hjorteben gravet frem, mens der i Bossy-aux-Cailles blev opdaget en keltisk tintinnabulum.:89
I 1067 erhvervede Filip 1. grevskabet Gâtinais, som gav kronen kontrol over hele den nuværende skovs territorium. For Frankrigs konger havde skoven flere anvendelsesmuligheder, herunder jagt og skovbrug, men også en militær interesse, da Fontainebleau var en strategisk placering på vejen til Sens og Bourgogne. I 1137 begyndte Ludvig VI opførelsen af et jagtslot bestående af fangehul, voldgrav og kapel. Det er i denne periode, at den første brug af ordet 'Fontainebleau' dukker op.:34
I 1400 indledte Karl 6. den første reform af skovpolitikken; det vil sige, at han beordrede fuldstændig lukning af skovområdet i flere måneder for at verificere rettigheder og brug for hver bruger af skoven. Denne ekstraordinære procedure blev gentaget mange gange i tiden før den franske revolution.
Slottet blev genopbygget fra 1527 af Frans 1. som en base, hvorfra man kunne jage "de røde og sorte dyr", som vrimlede i skoven. På det tidspunkt dækkede skoven kun 13.365 hektar, men Frankrigs konger udvidede den gennem tiden. Også under Frans 1. blev Grand Forestiers kontor oprettet. Han var ansvarlig for officerer og hestevagter, der hver havde tilsyn og ledelse af en kanton i skoven. Det var på dette tidspunkt, i løbet af det 16. århundrede, at den administration, der var ansvarlig for at forvalte skoven, tog form. Det beholdt dette ansvar indtil den franske revolution.
På Ludvig 14.'s tid var mindre end 20% af skovarealet skovklædt. Jean-Baptiste Colbert lancerede en reform fra juni til september 1664 samt en træplantningskampagne. I 1716, efter den strenge vinter i 1709, blev 6.000 hektar beplantet med løvtræer, men det viste sig at være en næsten total fiasko. I 1750 blev skovens 90 km omkreds afgrænset af 1050 grænsemærker, hvoraf nogle stadig er synlige i dag. I 1786 blev skovfyr introduceret. Efter revolutionen, efter adskillige ulovlige nedskæringer og spredning af vildt på grund af mangel på jagt, reformerede Napoleon I skovbrugsadministrationen og slottets administration i 1807.
I 1830 fremkaldte plantningen af yderligere 6.000 hektar fyr vrede hos kunstnere, der kom for at søge inspiration i skoven.

### Oprettelse af verdens første naturreservat
Fontainebleauskoven er berømt verden over for at have inspireret kunstnere fra det 19. århundrede, herunder malere fra Barbizon-skolen og impressionisterne. Barbizon- malerne, ledet af Théodore Rousseau, kæmpede imod plantningen af nåletræer, som var blevet udført i et tempo på flere hundrede hektar om året siden 1830. De gjorde indsigelse med den begrundelse, at beplantningen fordrejede landskaberne. Kunstnerne modsatte sig også de planlagte genskabelsesskæringer i gamle skove i 1837 og grundlagde Society of Friends of the Forest of Fontainebleau for at beskytte den.
I 1839 udgav Claude-François Denecourt sin første skovguide og anlagde de første stier i 1842. Fra 1849 kom jernbanen til Fontainebleau, hvilket gjorde det muligt for pariserne at besøge Fontainebleau på en dagstur. :65 Denne relativt lette adgang var med til at skabe offentlig opbakning til beskyttelsen af skoven.
Efter anmodning fra Barbizon-skolens malere blev skovning af hårdt træ suspenderet i visse kantoner, der var værdsat af kunstnere. I 1853 blev "naturreservater", der dækkede over 624 hektar gamle skove og klippeområder (Bas Bréau, Cuvier Châtillon, Franchard, Apremont, La Solle, Mont Chauvet) lukket for skovning. For første gang i Frankrig blev "beskyttelse af naturen" en del af målsætningen for skovforvaltning. Ved det kejserlige dekret af 13. april 1861 blev det "kunstneriske reservat" øget til 1.094 hektar og endelig til 1.693 hektar fra 1892 til 1904. Generaldirektøren for skove, Henri Faré, forklarede, at afsætningen af 1.600 hektar var ensbetydende med at miste en indtægt på 300.000 guldfranc.  Fontainebleauskoven blev dermed det første naturreservat i verden.
I 1998 blev et område på 1.505,44 km2 udpeget til biosfærereservat under UNESCO.

## Geologi
For 35 millioner år siden var det område, der nu udgør Fontainebleauskoven, et hav, der aflejrede sedimenter af fint hvidt sand omkring halvtreds meter tykt. Sandet blev aflejret under Oligocæn-alderen. Dette sand er et af de reneste i verden og bruges til glasvarer (Murano i Venedig) og til optisk fiber.
Sandet dannede senere de store banker af sandstensblokke – bestående af kvartskorn cementeret med en silicagel – der kendetegner skovens nuværende landskab. Kampestenene har ofte overraskende former, der minder om dyr eller genstande, og de er meget eftertragtede af bouldering-entusiaster.
Klipperne optager et areal på næsten 4.000 hektar og danner lange rækkeraf næsten parallelle kampesten orienteret mod øst-syd-øst, vest-nord-vest og adskilt af åbne dale i begge ender.
Skovbunden indeholder op til 98 % sand og er derfor meget gennemtrængelig. Som følge heraf er der ingen vandløb i skoven, undtagen på den østlige skråning mellem Veneux-Nadon og Samois-sur-Seine. Dammene kommer fra opsamling af regnvand i fordybningerne på de klippefyldte plateauer, undtagen i nærheden af dammen ved Les Evées, hvor ler dominerer.

## Flora og fauna
De mest almindelige træer i skoven er: eg (44%), skovfyr (40%) og almindelig bøg (10%). Der er registreret tre tusinde arter af svampe. Skoven er også hjemsted for cirka syv tusinde dyrearter, hvoraf fem tusinde er insekter.

### Planter
- Tor-græs ( Brachypodium pinnatum )
- Tjenestetræ af Fontainebleau (Sorbus latifolia), en variant af Bredbladet røn , som er under national beskyttelse
- Snedækket mespilus (Amelanchier ovalis ), under national beskyttelse
- Almindelig enebær (Juniperus communis )
- Orkideer
  - Violet limodor (Limodorum abortivum)
  - Rød helleborine (Cephalanthera rubra), under national beskyttelse
- Meadow rue (Thalictrum minus), under national beskyttelse
- Ferskenbladet klokke (Campanula persicifolia)
- Vild galning ( Rubia peregrina )
- Burnet rose (Rosa pimpinellifolia)
- Tranenæb (Geranium sanguineum)
- Vincetoxicum (Vincetoxicum hirundinaria)
- Rød fjerkløver (Trifolium rubens), under national beskyttelse

### Fugle
- Stor flagspætte (Dendrocopos major)
- Lille flagspætte (Dendrocopos minor)
- Musvit (Parus major)
- Blåmejse (Parus caeruleus)
- Gransanger (Phylloscopus collybita)
- Løvsanger ( Phylloscopus trochilus )
- Bonellisanger (Phylloscopus bonelli)
- Munk (Sylvia atricapilla)

## Kunst og fiktion
- Barbizonskolens malere fandt skoven et bekvemt sted for deres usminkede, realistiske naturskildringer.
  - Værker af Théodore Rousseau, der skildrer skoven, omfatter The Forest of Fontainebleau: Morning
- Skoven er hovedstedet for trilogien Les Fourmis af Bernard Werber .
- I romanen Den røde pimpernel af baronesse Orczy vandrer Sir Percy og Margeurite St Just i denne skov under den lykkelige periode af deres frieri.
- Akt I (prologen i den italienske version) af Verdis opera, Don Carlos, foregår i skoven ved Fontainebleau.
- En scene i skuespillet The Corsican Brothers fra 1852, hvor en duel finder sted, foregår i skoven i Fontainebleau.
- Kapitel 6 i filmserien Les Vampires foregår i Fontainebleauskoven.
- Kortet "Castle Rock" i spillet Alliance of Valiant Arms finder sted i Fontainebleauskoven.
- Santaluneskovens placering i Pokémon X og Y er løst baseret på Fontainebleauskoven.
- I DC's Legends of Tomorrow (sæson 2, episode 2) kæmpes mod en forbedret Baron Krieger og flere nazister, efter at Waverider lander i Fontainebleauskoven.
- Louis Malles selvbiografiske film, Au Revoir Les Enfants, blev filmet og foregår i og omkring Fontainebleau.

### Jean de Paris
Bakkerne i Jean de Paris er en del af skoven "kendt for sine skarpe plateauer og barske terræn". Det var et populært tema for malere og fotografer fra Barbizon-skolen.